# Etil jodid
Etil jodid (jodoetan) je bezbojno, zapaljivo hemijsko jedinjenje. On ima hemijsku formulu  i priprema se zagrevanjem etanola sa jodom i fosforom. U dodiru sa vazduhom, posebno na svetlu, on se razlaže i potaje žut ili crven od rastvorenog joda.
Etil jodid je veoma podesan za reakcije alkilacije. On se takođe koristi kao promoter vodoničnih radikala.